# Minchinella
Minchinella är ett släkte av svampdjur. Minchinella ingår i familjen Minchinellidae.
Kladogram enligt Catalogue of Life:
| Minchinella | \| \| Minchinella kirkpatricki \| \| \| \| \| \| Minchinella lamellosa \| \| \| \| |
|             | \| \| Minchinella kirkpatricki \| \| \| \| \| \| Minchinella lamellosa \| \| \| \| |
|             | Monoplectroninia                                                                   |
|             |                                                                                    |
|             | Petrostroma                                                                        |
|             |                                                                                    |
|             | Plectroninia                                                                       |
|             |                                                                                    |
|             | Tulearinia                                                                         |
|             |                                                                                    |
|             | Minchinella kirkpatricki                                                           |
|             |                                                                                    |
|             | Minchinella lamellosa                                                              |
|             |                                                                                    |

|  | Minchinella kirkpatricki |
|  |                          |
|  | Minchinella lamellosa    |
|  |                          |